# Анастрозол
Анастрозол (лат. Anastrozolum, англ. Anastrozole) — синтетичний лікарський препарат, який відноситься до нестероїдних інгібіторів ароматази, що застосовується перорально. Анастрозол уперше синтезований у лабораторії компанії «AstraZeneca», і вперше схвалений FDA у 1995 році.

## Фармакологічні властивості
Механізм дії препарату полягає в інгібуванні ферменту ароматази, яка забезпечує перетворення в тканинах андростендіону в естрол, з якого пізніше утворюється естрадіол, що призводить до гальмування дії естрогенів на чутливі до них клітини організму. Наслідком цього у першу чергу є інгібування росту естрогензалежних злоякісних пухлин молочної залози. Анастрозол також не має естрогенної, андрогенної та гестагенної активності; не впливає також на рецептори мінералокортикоїдів і глюкокортикоїдів.

### Фармакокінетика
Анастрозол швидко та добре всмоктується після перорального застосування, біодоступність препарату становить 83—85 %. Максимальна концентрація препарату в крові досягається протягом 2 годин після прийому препарату. Анастрозол погано (на 40 %) зв'язується з білками плазми крові. Анастрозол проникає через гематоенцефалічний бар'єр, даних за проникнення через плацентарний бар'єр та в грудне молоко в людей немає, хоча він проникає через плацентарний бар'єр у експериментальних тварин. Анастрозол метаболізується у печінці з утворенням неактивних метаболітів. Виводиться препарат із організму із сечею переважно у вигляді метаболітів. Період напіввиведення анастрозолу становить 40—50 годин, і цей час може збільшуватися при порушеннях функції печінки і нирок.

## Покази до застосування
Анастрозол застосовують для лікування раку молочної залози у жінок в постменопаузальному періоді., у тому числі при неефективності застосування тамоксифену. Анастрозол також може застосовуватися для лікування жінок із раком молочної залози, які лікувалися хімієтерапевтично із проведенням кріоконсервування яйцеклітин із подальшою їх трансплантацією в організм жінки задля збереження її фертильності. Анастрозол також може застосовуватися для лікування ендометріозу в пременопазузальному періоді.
Анастрозол також сприяє підвищенню рівня тестостерону в чоловіків, тому часто застосовується культуристами для нарощування м'язової маси.

## Побічна дія
При застосуванні анастрозолу побічні ефекти спостерігаються нечасто, найчастіше спостерігаються вагінальна сухість, болі в суглобах, приливи крові. Серед інших побічних ефектів препарату найчастішими є:
- Алергічні реакції та з боку шкірних покривів — шкірний висип, свербіж шкіри, еритема шкіри, гарячка, синдром Стівенса-Джонсона.
- З боку травної системи — нудота, блювання, діарея або запор, зниження апетиту.
- З боку нервової системи — головний біль, сонливість, загальна слабкість.
- З боку серцево-судинної системи — тромбоемболія.
- З боку сечостатевої системи — вагінальні кровотечі, збільшення маси тіла.
- Зміни в лабораторних аналізах — анемія, підвищення рівня холестерину в крові, підвищення рівня активності ферментів печінки в крові (частіше у хворих із метастазами в печінку).

## Протипокази
Анастрозол протипоказаний при підвищеній чутливості до препарату, при виражених порушеннях функції печінки та нирок, в дитячому віці, при вагітності та годуванні грудьми.

## Форми випуску
Анастрозол випускається у вигляді таблеток по 0,001 г.